# Isocianat

El grup funcional isocianat

Isocianat és el grup funcional amb la fórula química –N=C=O. Els compostos orgànics que contenen un grup isocianat es diuen isocianats. Un isocianat que tingui dos grups isocianats es coneix amb el nom de diisocianat. Els diiisocianats es fabriquen per reacció amb els poliols per tal de produir poliuretà. L'ús principal dels isocianats en la indústria és per fer els polímers per fabricar escumes, pintures i aillants elèctrics.
No s'han de confondre els isocianats amb els cianats i isocianurs. Cianat és un altre grup funcional de la forma –O–C≡N. Els Isocianurs tenen la connectivitat R-N≡C.

## Producció
Els isocianats es produeixen tractant amines amb fosgen:
RNH₂ + COCl₂ → RNCO + 2 HCl

## Reactivitat
Els isocianats són electròfils i per això reaccionen amb una gran varietat de nucleòfils incloent els alcohols, les amines i l'aigua. Amb un tractament amb alcohol l'isocianat forma un enllaç uretà:
ROH + R'NCO → ROC(O)N(H)R' (R i R' són grups alquil o aril)
Si un diisocianat es tracta amb un compost que contingui dos o més grups hidroxil com el diol o un poliol, es formen cadenes de polímers que es coneixen sota el nom de poliuretans. Els isocianats reaccionen amb aigua i formen diòxid de carboni:
RNCO + H₂O → RNH₂ + CO₂
Amb aquesta reacció es formen escumes de poliuretà.
Els isocianats també reaccionen amb amines i donen urea:
R₂NH + R'NCO → R₂NC(O)N(H)R'
Afegir isocianat a la urea dona un biuret:
R₂NC(O)N(H)R' + R"NCO → R₂NC(O)NR'C(O)NHR"
La reacció entre diisociant i un compost que contingui dos o més grups amina produeix llargues cadenes de polímers que es diuen poliurea.

### Ciclització
Els isocianats també poden reaccionar entre ells mateixos. Els diisociants alifàtics poden formar trimers que estan relacionats estructuralment amb l'àcid cianúric.

## Isocianats comuns
El mercat mundial pels isocianats en l'any 2000 va ser de 4,4 milions de tones de les quals el 61,3% va ser el metilè difenil diisocianat (MDI), el 34,1% era toluè diisocianat. El metil isocianat (MIC), es fa servir per fabricar plaguicides.

## Perills
El metilisocianat va ser l'agent causant del Desastre de Bhopal que causà milers de morts. Els isocianats són irritants dels ulls i el tracte respiratori, malgrat que tenen una baixa toxicitat aguda amb un LD50 de centenars de mil·ligrams per quilo.